# Gehundra avulsa
Gehundra avulsa är en insektsart som beskrevs av Blocker 1976. Gehundra avulsa ingår i släktet Gehundra och familjen dvärgstritar. Inga underarter finns listade i Catalogue of Life.